# Mijek
Mijek est une région située dans la moitié sud du Sahara occidental. Cette région est sous la supervision de la Mission des Nations unies pour l'organisation d'un référendum au Sahara occidental.